# Маджуро
Ма́джуро (марш. Mājro, англ. Majuro) — столиця Маршаллових Островів. Населення 25761 мешканець (2010).

## Природні умови

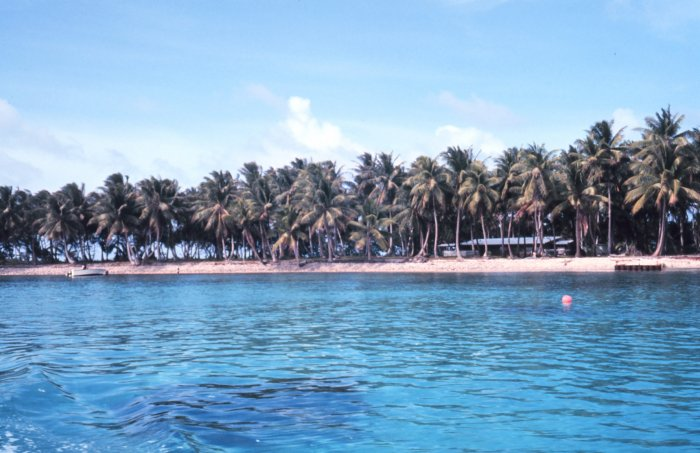
Лагуна атолу Маджуро

Маджуро розташований на однойменному атолі архіпелагу Маршалові острови, у західній частині Тихого океану. Острів, на території якого знаходиться місто, складений кораловими вапняками і лежить на вершині океанського вулкана на висоті більше 10 м над рівнем моря. Погодні умови складаються під впливом жаркого і вологого екваторіального клімату. Найвищі температури повітря (понад +30 °C) фіксуються в червні-серпні. Середньорічна температура становить +28 °C. Протягом року випадає до 4 000 мм опадів. Дощовий сезон починається в травні і триває до листопада. У цей період нерідко відзначаються штормові вітри і тайфуни. З грудня по квітень триває сухий сезон, протягом якого випадає лише незначна кількість опадів, а температура повітря утримується на позначці +22 °C.
Природна рослинність представлена кокосовою пальмою, бамбуком. Острівна фауна не відрізняється великою різноманітністю: на території Маджуро мешкають головним чином кажани й різні види птахів, а також щури, які були випадково завезені сюди на морських суднах, які прибували з країн Європи. У прибережній смузі зустрічаються змії, ящірки, крокодили, у тихоокеанських водах поблизу берегів острова — безліч видів риб.
| Клімат Маджуро          | Клімат Маджуро | Клімат Маджуро | Клімат Маджуро | Клімат Маджуро | Клімат Маджуро | Клімат Маджуро | Клімат Маджуро | Клімат Маджуро | Клімат Маджуро | Клімат Маджуро | Клімат Маджуро | Клімат Маджуро | Клімат Маджуро |
| Показник                | Січ.           | Лют.           | Бер.           | Квіт.          | Трав.          | Черв.          | Лип.           | Серп.          | Вер.           | Жовт.          | Лист.          | Груд.          | Рік            |
| Абсолютний максимум, °C | 33,3           | 32,8           | 32,2           | 32,2           | 32,2           | 33,3           | 35,6           | 32,8           | 32,2           | 32,8           | 33,3           | 32,8           | 35,6           |
| Середній максимум, °C   | 29,6           | 29,7           | 29,7           | 29,8           | 29,9           | 29,9           | 29,9           | 30,2           | 30,3           | 30,2           | 30,1           | 29,7           | 29,9           |
| Середня температура, °C | 27,2           | 27,4           | 27,4           | 27,4           | 27,5           | 27,4           | 27,4           | 27,6           | 27,6           | 27,6           | 27,5           | 27,3           | 27,4           |
| Середній мінімум, °C    | 24,9           | 25,1           | 25             | 25,1           | 24,9           | 24,8           | 24,9           | 24,9           | 24,9           | 24,9           | 24,9           | 24,9           | 24,9           |
| Абсолютний мінімум, °C  | 20,6           | 21,1           | 21,1           | 21,1           | 21,1           | 21,1           | 21,1           | 21,7           | 21,1           | 21,1           | 20             | 21,1           | 20             |
| Норма опадів, мм        | 207            | 179            | 208            | 271            | 280            | 291            | 312            | 292            | 320            | 361            | 339            | 293            | 3352           |
| Днів з опадами          | 18             | 16             | 18             | 20             | 23             | 24             | 24             | 23             | 23             | 24             | 23             | 22             | 258            |
| Днів з дощем            | 17             | 16             | 18             | 21             | 24             | 24             | 25             | 23             | 22             | 23             | 23             | 22             | 258            |
| Вологість повітря, %    | 80             | 80             | 80             | 85             | 85             | 85             | 85             | 80             | 80             | 80             | 85             | 85             | 82.5           |
| ----------------------- | -------------- | -------------- | -------------- | -------------- | -------------- | -------------- | -------------- | -------------- | -------------- | -------------- | -------------- | -------------- | -------------- |
| Джерело: Weatherbase    |                |                |                |                |                |                |                |                |                |                |                |                |                |

## Населення, мова, віросповідання
Чисельність населення Маджуро становить 25 761 чоловік. У столиці проживають в основному маршальці (народність, що відноситься до мікронезійської групи), а також нащадки переселенців з Японії. Більше 50 % всіх жителів республіки зосереджено в Маджуро.
Державними мовами є англійська та маршальська, незначна частина населення володіє японською. Серед віруючих мешканців міста переважають християни, головним чином протестанти.

## Історія розвитку
Маджуро був заснований в кінці XIX ст., коли територія Маршаллових островів, відкритих ще у 1529 р. іспанським мореплавцем Альваро де Сааведра та досліджених у 1788 р. британським мандрівником Джоном Маршаллом, почала поступово заселятися колоністами з Європи та Америки. Спочатку основну масу населення міста складали торговці і місіонери. З 1886 по 1914 р. Маджуро перебував під протекторатом Німеччини.
У роки Першої світової війни територія Маджуро була окупована японськими військами. Японське панування на Маршаллових островах тривало до 1944 р. (Згідно з особливим мандатом, затвердженим Лігою Націй). У 1944 р. місто захопили війська США. З 1947 р. управління Маджуро, як і всіма островами архіпелагу, що входив спочатку до складу підопічної території ООН Мікронезія, а згодом до складу підопічної території ООН Тихоокеанські острови, здійснювалося Сполученими Штатами Америки.
У 1946—1958 рр.. в околицях Маджуро проходили випробування ядерної зброї, здійснювані Збройними силами США. У травні 1979 р., Після здобуття Маршалловим островами права самоврядування та часткової автономії, місто Маджуро був оголошений столицею Республіки Маршаллові Острови. Після фактичного визнання державного суверенітету островів в 1986 р. і досі Маджуро зберігає свій статус адміністративного та політичного центру країни.

## Культурне значення
Маджуро — це місто, у якому чудово збереглися осередки культури мікронезійцев. Основною архітектурною пам'яткою столиці є будівля місцевого Капітолія, побудованого в яскраво вираженому стилі модерн. До більш-менш примітних міських споруд відносяться будівля фабрики з переробки сорго і музей Алеле — невеликий, але має в своєму розпорядженні вельми цікаву експозицію, яка відображає розвиток культури та мистецтва жителів Маршаллових островів. Серед експонатів музею можна побачити старовинні морські карти, виконані з безлічі вузликів і вплетених в них уламків дерева. Такими картами ще в давні часи користувалися мікронезійські моряки, які вирушали в дорогу по тихоокеанських просторах. У музеї зберігаються різні дерев'яні предмети, зброя та інструменти, виготовлені в давні часи жителями островів, а також моделі човнів-каное.

## Туризм
Атол Маджуро нерідко називають тихоокеанською перлиною. Уперше його так назвав англійський письменник Р. Стівенсон, котрий побував тут у 1889 р. У XXI ст. острів став ще привабливішим для приїжджих завдяки успішному розвитку туристичного бізнесу в регіоні. Закордонних туристів приваблюють пляжі з білого коралового піску, та розмаїття підводного світу. По всій території острова Маджуро можна подорожувати, користуючись єдиною дорогою завдовжки 55 км, що поєднує 57 крихітних острівців, утворивши один вузький, але досить великий за протяжністю атол. У сільському районі Лаура-Вілідж, розташованому на захід від столиці, зберігся самобутній уклад життя острів'ян, що, ймовірно, не зазнав суттєвих змін із кінця XIX — початку XX ст. У Лаура-Вілідж знаходиться меморіальний історичний пам'ятник Маджуро Піс Парк, створений на честь солдатів, загиблих у тихоокеанському регіоні в роки Другої світової війни. Неподалік від меморіалу знаходиться впорядкований піщаний пляж.
Місцеві ремісники торгують різними виробами з тканини, океанських черепашок, перламутру, бамбука, деревини тощо.
Грошова одиниця, що має обіг у Маджуро — долар США.

## Міста-побратими
| Місто  | Регіон           | Країна           | Рік  |
| ------ | ---------------- | ---------------- | ---- |
| Гуам   | Гуам             | Гуам (США)       | 1973 |
| Кавай  | Префектура Нара  | Японія           |      |
| Тайбей | Республіка Китай | Республіка Китай | 1999 |